# Kastell Hoghiz

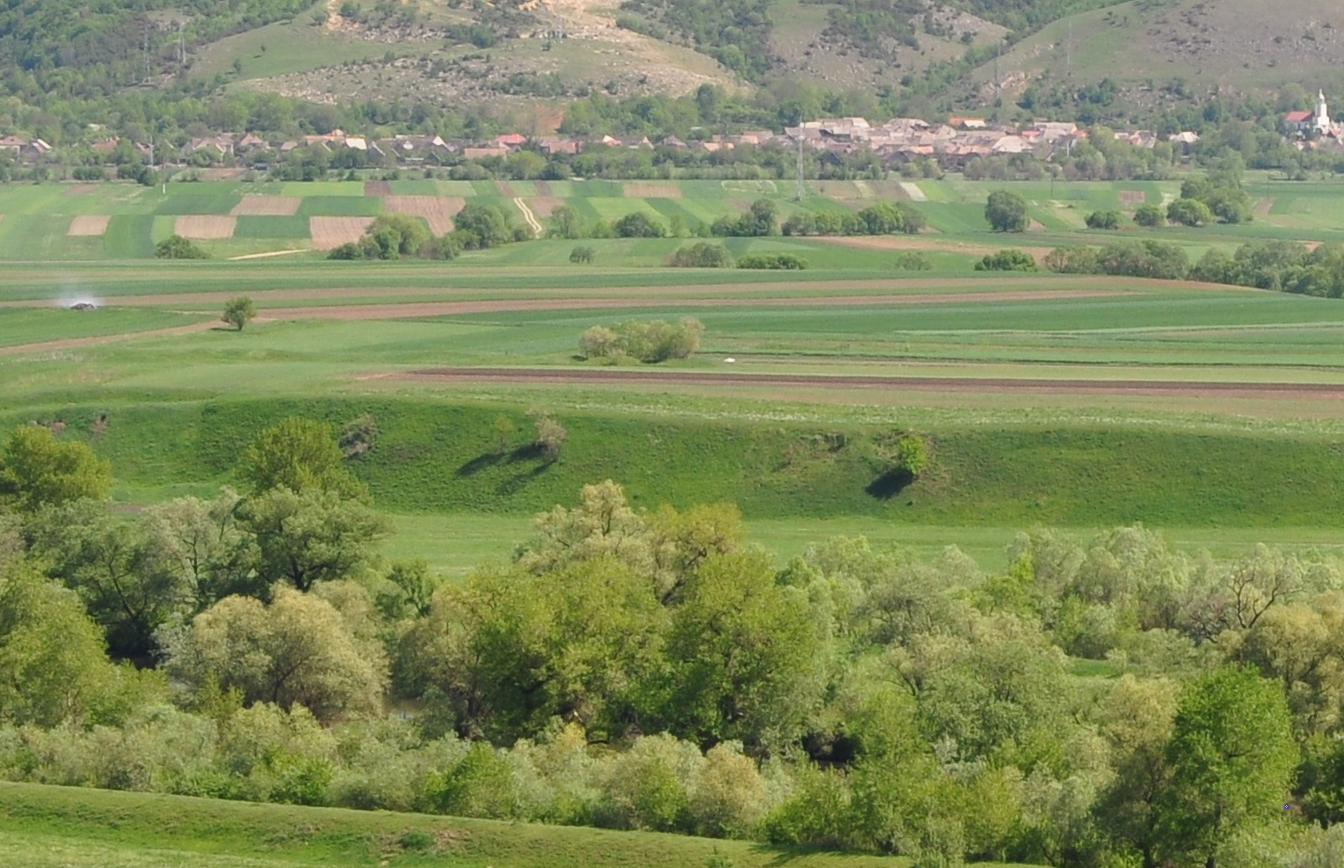
Kastell Hoghiz, Blick von Ungra (2013)

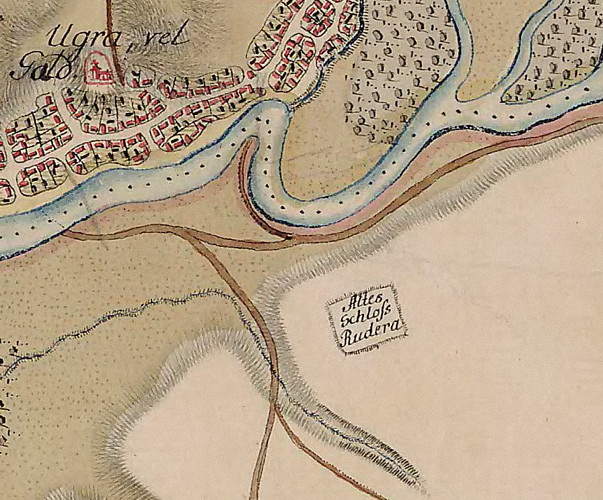
Das Kastell wurde in der Josephinische Landesaufnahme (1780er) als Altes Schloss "Rudera" ("Müll") identifiziert.

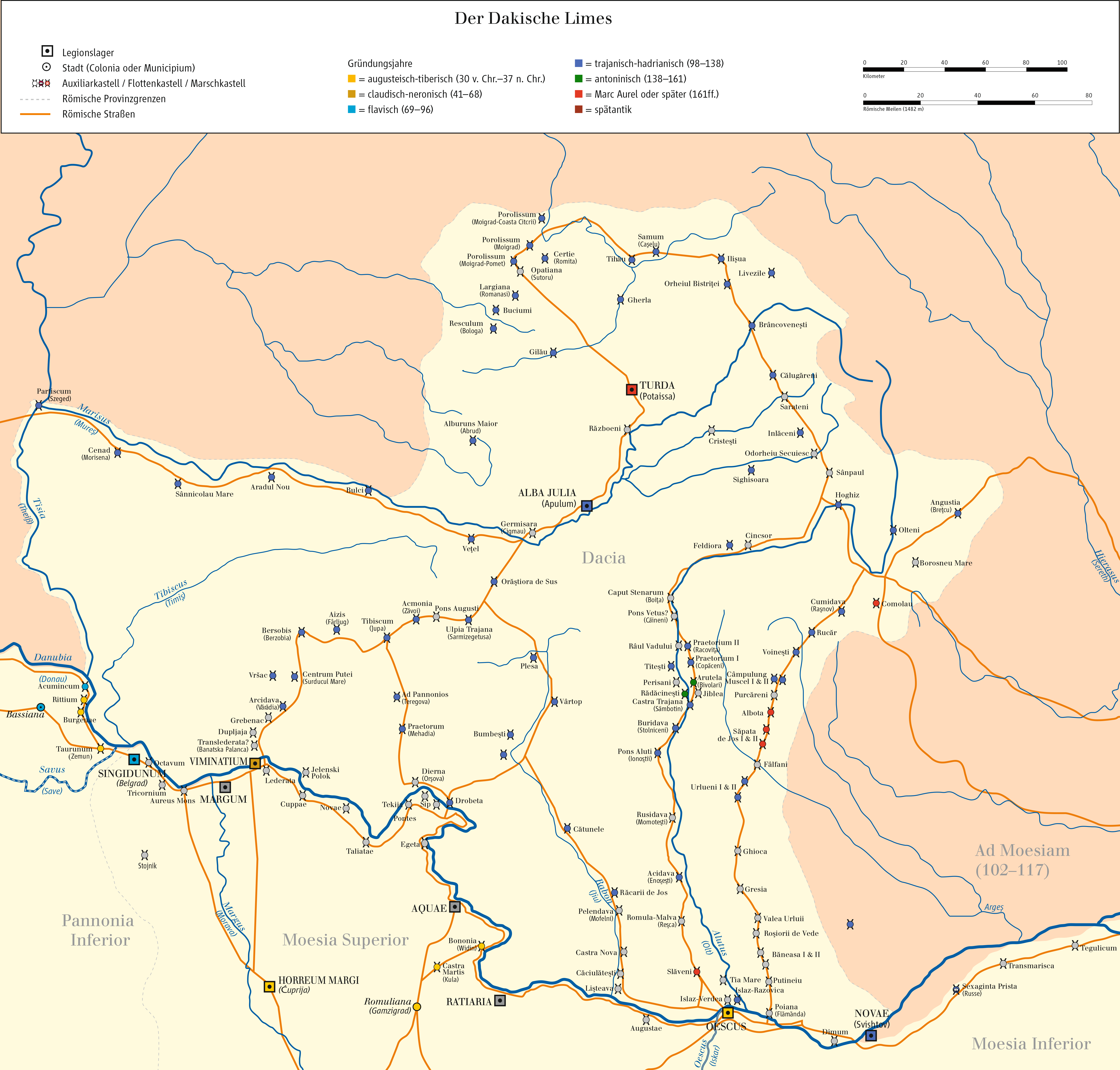
Die dakischen Limites

Kastell Hoghiz war ein römisches Hilfstruppenlager auf dem Gemeindegebiet von Hoghiz (Warmbach), Kreis Brașov in der rumänischen Region Siebenbürgen. Gemeinsam mit insgesamt 277 Stätten des Dakischen Limes wurde das Kastell Hoghiz 2024 zum UNESCO-Weltkulturerbe erhoben.

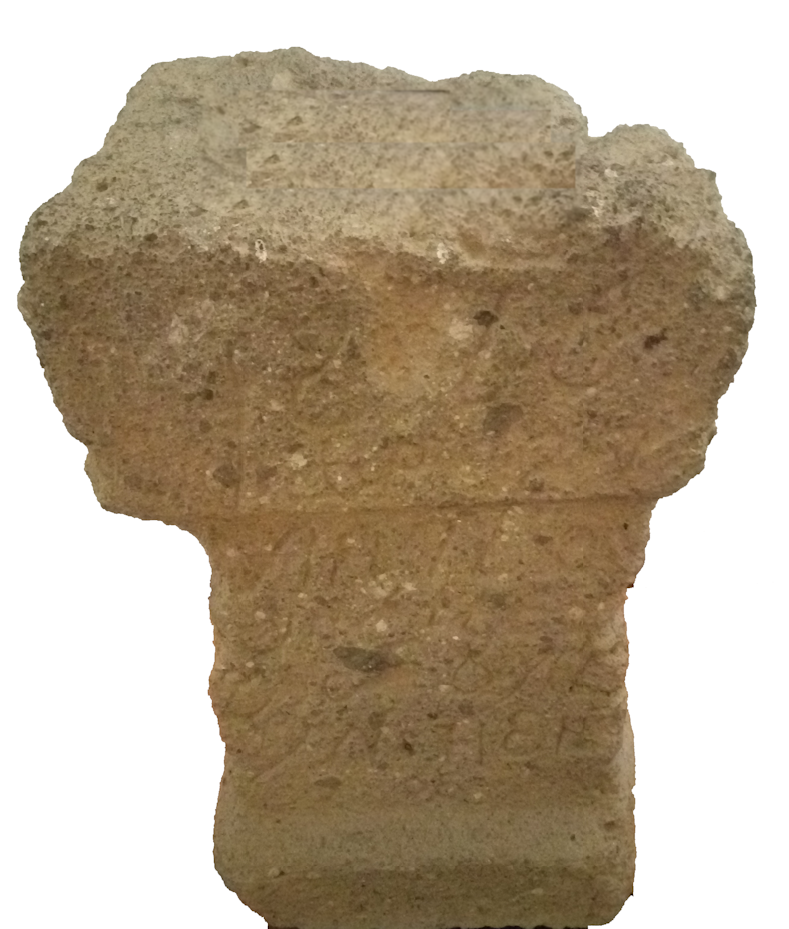
Votivaltar (2019).

## Lage
Im heutigen Landschafts- und Siedlungsbild liegt das ehemalige Auxiliarkastell rund zwei Kilometer westlich der Gemeinde Hoghiz und einen guten Kilometer südöstlich der Gemeinde Ungra, auf einer Flussterrasse am südlichen Ufer des Olt. In antiker Zeit befand sich das Lager, dessen Größe mehreren militärischen Einheiten Platz gewährte, an der Grenze zwischen den römischen Provinzen Dacia superior und Dacia inferior und überwachte eine dort vorhandene Straßenkreuzung sowie den Wahrenverkehr zwischen den beiden Provinzen. Die ehemalige Umwehrung ist an ihrer Ost- und an ihrer Südseite noch heute deutlich im Gelände sichtbar.

## Archäologische Befunde
archäologische Ausgrabungen im Kastell Hoghiz fanden 1949 (unter der Leitung von Kurt Horedt) sowie in den Jahren 1965 bis 1967 und 1975 bis 1979 (jeweils unter der Leitung von Dumitru Protase) statt. Dabei konnten insgesamt zwei Bauphasen differenziert werden.

### Holz-Erde-Lager
Vermutlich in der frühen Okkupationszeit (101/102) wurde ein Holz-Erde-Kastell mit rechteckigem Grundriss angelegt, dessen Ausmaße nicht mehr ermittelt werden konnten. Es war von einer 11,00 m breiten und l,50 m bis 2,00 m hohen, zweischaligen Holz-Erde-Mauer umgeben, vor der als Annäherungshindernis ein einfacher, 4,00 m breiter und 1,00 m tiefer Sohlgraben verlief. Ausweislich von Ziegelstempel stellte vermutlich eine Vexillatio der Legio XIII Gemina die Besatzung.

### Steinkastell
Im Laufe der zweiten Hälfte des zweiten Jahrhunderts wurde das Holz-Erde-Lager durch ein Steinkastell ersetzt. Das Steinkastell besaß einen rechteckigen Grundriss von 165 m mal 220 m (entspricht 3,6 Hektar) und war mit seinen abgerundeten Ecken in die vier Himmelsrichtungen ausgerichtet. Umwehrt war es von einer jeweils 1,05 m bis 1,15 m mächtigen Doppelmauer in einem Zwischenabstand von 2,80 m Abstand. Es gab keine Ecktürme. Die Tore auf der Süd- und der Ostseite konnten untersucht werden. Sie besaßen 5,50 m breite Durchgänge und waren mit rechteckigen, leicht nach außen vorspringenden Tortürmen mit einem Grundriss von jeweils 5,50 m mal 7,00 m flankiert. Von der Innenbebauung konnten Reste der Principia (Stabsgebäude), des Praetoriums (Wohnhaus des Kommandanten) und von hölzernen Mannschaftsbaracken identifiziert werden. Ausweislich des Fundmaterials und der architektonischen Form der Torbauten ist das Steinkastell in der zweiten Hälfte des zweiten Jahrhunderts errichtet worden. Bautruppe und erste Garnison war
- die Ala I Asturum, die mehrfach inschriftlich belegt ist[3].

Des Weiteren liegen epigraphische Zeugnisse
- der Ala I Batavorum[6],
- der Cohors III Gallorum[5], eines
- Numerus Illyricorum[4] sowie Ziegelstempel eines
- Numerus Palmyrenorum vor.[10]

### Zivilsiedlung
Nördlich des Kastells erstreckte sich das Lagerdorf (Vicus), in dem sich die Wohnquartiere der Angehörigen von Soldaten, der Veteranen, Handwerker, Händler, Schankwirte, Prostituierten und anderer Dienstleister befanden.

## Fundverbleib und Denkmalschutz
Die archäologischen Funde aus Hoghiz wurden im Muzeul de Istorie a Transilvaniei (Historischen Museum Trassilvaniens) in Cluj-Napoca und im Muzeul Judejean Brasov (Museum des Landkreises Brasov) in Brasov untergebracht.
Die gesamte archäologische Stätte und im Speziellen das Kastell stehen nach dem 2001 verabschiedeten Gesetz Nr. 422/2001 als historische Denkmäler unter Schutz und sind mit dem LMI-Code BV-I-m-A-11280.02 in der nationalen Liste der historischen Monumente (Lista Monumentelor Istorice) eingetragen. Zuständig ist das Ministerium für Kultur und nationales Erbe (Ministerul Culturii şi Patrimoniului Naţional), insbesondere das Generaldirektorat für nationales Kulturerbe, die Abteilung für bildende Kunst sowie die Nationale Kommission für historische Denkmäler sowie weitere, dem Ministerium untergeordnete Institutionen. Ungenehmigte Ausgrabungen sowie die Ausfuhr von antiken Gegenständen sind in Rumänien verboten.